# 柿野町
柿野町（かきのちょう）は三重県飯南郡にあった町。現在の松阪市飯南町の北半、仁柿川の流域にあたる。本項では町制前の名称である柿野村（かきのむら）についても述べる。

## 地理
- 山岳：白猪山、高須ノ峰、局ヶ岳
- 河川：櫛田川、矢下川、仁柿川、横谷川、神名原川、南俣川

## 歴史
- 1889年（明治22年）4月1日 - 町村制の施行により、飯高郡深野村・横野村・下仁柿村・上仁柿村の区域をもって柿野村が発足。
- 1896年（明治29年）4月1日 - 柿野村の所属郡が飯南郡に変更。
- 1924年（大正13年）1月1日 - 柿野村が町制施行して柿野町となる。
- 1956年（昭和31年）8月1日 - 粥見町と合併して飯南町が発足。同日柿野町廃止。

## 地域
教育
- 柿野中学校
- 柿野第一小学校
- 柿野第二小学校

特産品
- 深野和紙

## 交通

### 道路
- 国道166号
- 伊勢本街道（現・国道368号）

## 出身者
- 武田春郎 - 俳優[1]